# Останній з могікан (фільм, 1920)
«Останній з Могікан» (англ. The Last of the Mohicans) — американський пригодницька драма режисера Кларенса Брауна 1920 року за мотивами книги Фенімора Купера «Останній з могікан».

## Сюжет
1757. Англо-французька війна за американські колонії в самому розпалі. Дочки полковника Мунро намагаються пробратися в обложений французами англійський форт. На одну з сестер поклав око індіанець Магуа, який пішов з ними провідником, а сам вирішив заманити їх у пастку.
Їм на допомогу приходить молодий білий мисливець Соколине Око і його вірні друзі — індіанці Чингачгук і його син Ункас, які є останніми представниками племені могікан — народу, який був знищений. Вони приводять сестер у форт, оточений французькими військами та їх союзниками індіанцями-гуронами.

## У ролях
- Воллес Бірі — Магу
- Барбара Бедфорд — Кора Мунро
- Алан Роско — Вінкас
- Лілліен Голл — Еліс Мунро
- Генрі Вудворд — майор Хейворд
- Джеймс Гордон — полковник Мунро
- Джордж Гакаторн — капітан Рендольф
- Нельсон Макдауелл — Девід Гамут — проповідник
- Гаррі Лоррейн — Соколине Око — Розвідник
- Теодор Лерх — Чингачгук
- Джек Макдональд — Таменунд
- Сідні Дін — генерал Вебб
- Борис Карлофф — індіанець